# Mukařov (Praha-východ)
Mukařov è un comune della Repubblica Ceca facente parte del distretto di Praha-východ, in Boemia Centrale.